# Omro (Wisconsin)
Pour les articles homonymes, voir Omro.
Omro est une ville américaine située dans le comté de Winnebago, au Wisconsin. Selon le recensement de 2010, sa population est de 3 517 habitants.